# Аргуновский
Аргуно́вский — посёлок сельского типа в Вельском районе Архангельской области. Входит в состав Аргуновского сельского поселения (муниципальное образование «Аргуновское») и наделён статусом его административного центра. Является самым крупным населённым пунктом сельского поселения и единственным — со статусом посёлка.

## Географическое положение
Посёлок расположен в пригороде города Вельск, на правом берегу реки Вага, притока реки Северная Двина, между двумя другими населёнными пунктами Аргуновского сельского поселения — деревней Неклюдовская на севере и деревней Аргуновская на юге. Расстояние до железнодорожной станции в Вельске составляет 5,1 км по прямой, или 9,1 км пути на автотранспорте.
Часовой пояс
Аргуновский, как и вся Архангельская область, находится в часовой зоне МСК (московское время). Смещение применяемого времени относительно UTC составляет +3:00.

## Население
| 2002 | 2010 | 2012 | 2014 |
| ---- | ---- | ---- | ---- |
| 669  | ↗728 | ↗781 | ↘754 |

| Население                            | на 1 января 2010 года |
| ------------------------------------ | --------------------- |
| В возрасте до 16 лет                 | 133                   |
| Трудовые ресурсы (из них работающих) | 491 (434)             |
| Пенсионеры                           | 163                   |
| Всего                                | 787                   |
| Прибыло / выбыло (за год)            | 0 / 14                |
| Родилось / умерло (за год)           | 6 / 7                 |

## Инфраструктура
Жилищный фонд посёлка составляет 14,2 тыс. м². На его территории находится МОУ «Аргуновская основная общеобразовательная школа № 11».
Предприятия, расположенные на территории посёлка (со среднесписочной численностью работников) на 1 января 2010 года:
- ООО «Нирон» (23);
- ООО «Протон» (108);
- ООО «Север-Лес» (14).

В посёлке имеются следующие улицы:
- ул. 60 лет Октября;
- ул. Заозерская;
- ул. Лесная;
- ул. Мира;
- ул. Молодёжная;
- ул. Новосёлов;
- переулок Парковый;
- ул. Первомайская;
- ул. Полевая;
- ул. Сиреневая;
- ул. Советская;
- ул. Совхозная;
- ул. Сосновая;
- ул. Юбилейная;
- ул. Южная.